# Obabakoak
Obabakoak és una obra de l'escriptor Bernardo Atxaga escrita en eusquera el 1988. Es tracta d'un recull de contes que recreen un món màgic i mític que convida a la reflexió literària i que toquen, amb tècniques narratives originals, qüestions de tipus universal.
L'obra es compon de relats situats la majoria a Obaba, una petita localitat basca completament inventada on fantasia i realitat es confonen. Obabakoak significa els d'Obaba.
Es tracta de l'obra en eusquera amb més èxit internacional i ha estat traduïda a molts idiomes. Per altra banda, el director de cinema Montxo Armendariz en va fer una pel·lícula el 2005, titulada Obaba.